# Cyklisk graf
Cyklisk graf i det matematiska området grafteori är en graf som är en stor cykel, dvs ett antal noder i en stängd kedja. Den cykliska grafen med {\displaystyle n} noder brukar betecknas {\displaystyle C_{n}}. {\displaystyle C_{n}} har lika många bågar som noder. Givet att n är minst 3 så har varje nod grad 2, dvs varje nod har två bågar anslutna till sig.
Cyklisk graf kan ibland betyda en graf som inte är en acyklisk graf (en graf helt utan cykler).

## Hyponymer
- Riktad cyklisk graf
- Oriktad cyklisk graf